# Алмаші Золтан Гаврилович
Зо́лтан Гаври́лович А́лмаші (22 січня 1975, Львів) — український композитор, віолончеліст, лауреат премії імені Льва Ревуцького (2003).
Закінчив Львівську консерваторію в класі віолончелі (1998) та композиції (1999) у Юрія Ланюка, в 2002 році — аспірантуру Національної музичної академії України (керівник — Євген Станкович). Артист ансамблів «Київська камерата», «Нова музика в Україні», «Гольфстрім». Член Національної спілки композиторів України. Багато разів брав участь у  фестивалях «КиївМузикФест», «Прем'єри сезону», «Форум музики молодих», «Два дні й дві ночі нової музики», «Контрасти» і як виконавець, і як композитор.
У творчому доробку:
- «Симфонія діалогів» для симфонічного оркестру,
- «Missa brevis» для камерного хору й камерного оркестру,
- Концерти для солістів і камерного оркестру,
- Камерно-інструментальні твори,
- Симфонія № 3 «Переможна», написана на замовлення Львівського органного залу.